# Aleksandr Ragulin
Aleksandr Ragulin, född 5 maj 1941 i Moskva, död 17 november 2004, var en rysk ishockeyspelare som spelade för CSKA Moskva.
Ragulin spelade 230 matcher och gjorde 26 mål i sovjetiska landslaget mellan 1962 och 1973. Han blev världsmästare i ishockey tio gånger, 1963–1971 och 1973, och olympisk mästare tre gånger: 1964, 1968 och 1972. Ragulin spelade också i det sovjetiska landslaget mot Kanadas ishockeylandslag i Summit Series 1972.
Aleksandr Ragulin var medlem av IIHF Oldtimers Committee 1994-1998 och blev invald i IIHF Hall of Fame 1997.
Ragulin var, i alla fall för sin samtid, en synnerligen storväxt spelare. Uppgifter i så kallade samlaralbum angav hans vikt till 100 kg. Södertäljespelaren Stig-Göran "Stisse" Johansson sade en gång att det var som att köra in i en vägg, om man försökte tackla Ragulin.